# Hung Up on You
Hung Up on You è un singolo della cantante canadese Tate McRae, pubblicato il 16 dicembre 2017 come primo estratto dalla prima raccolta The One Day LP.

## Tracce
1. Hung Up on You – 3:21